# 2015年歐洲運動會法國代表團
法國參加2015年6月12日至28日在亞塞拜然巴庫舉行的2015年歐洲運動會。該國在該屆歐洲運動會上共獲得12枚金牌、13枚銀牌和18枚銅牌。